# Даммфлет
Даммфлет (нім. Dammfleth) — громада в Німеччині, розташована в землі Шлезвіг-Гольштейн. Входить до складу району Штайнбург. Складова частина об'єднання громад Вільстермарш.
Площа — 16,11 км2. Населення становить 269 ос. (станом на 31 грудня 2020).